# Erteböllekulturen
Erteböllekulturen är ett arkeologiskt begrepp för den jägar- och samlarbefolkning som bredde ut sig i södra Skandinaviens kustlandskap och kring sjöar ungefär 5200-4000 f.Kr. Kulturgruppen har fått sitt namn efter en kökkenmödding (en anhopning av matavfall av ostronskal) i nordnordvästra Jylland. Dessa avfallshögar kan vara upp 150 meter långa och 30 meter breda. En hjort innehåller lika många kalorier som 5 000 ostron (en hjort 50 kg kött; 5 000 ostron x 10 g vävnad = 50 000 g = 50 kg) och det är därför inte förvånande att skalhögarna blir mycket stora då ostron och musslor är ett viktigt inslag i kosten.
Skalhögarna på Jylland visar på den rika resurs som kusten kommit att bli i takt med klimatförändringarna efter istiden. Samtidigt har nya näringsgrenar börjat uppträda längre söderut, brukandet av jorden (den så kallade neolitiseringen). Detta kan man spåra i de fynd som gjorts på boplatslokalerna, då i form av keramik och slipade bergartsyxor. Fynden av bergartsyxorna har gjort bl.a. i Vik på Österlen och vid Ivetofta i Bromölla i Skåne.

## Keramiken
Erteböllekeramiken är den keramik som förknippas med erteböllekulturen. Bland gjorda fynd märks ett spetsbottnat kärl och en oval låg skål som sannolikt är en tranlampa. Keramik av denna typ har hittats i södra Skandinavien, norra Tyskland och i Nederländerna och uppkommer ca 5000 f.Kr.